# Оценка социальной политики

## Понятие социальной политики и социальной программы
Социальная политика представляет собой комплекс социальных программ. Социальная программа – программа, нацеленная на решение той или иной социальной проблемы. Как правило, социальный и социально-экономический эффект социальных программ выражается в повышении качества жизни граждан и общества в целом. В конечном итоге, в процессе реализации социальных проектов/программ чаще всего решаются насущные проблемы общественного характера: снижение уровня бедности, смертности, уменьшение количества бездомных и т.д. 

Программный цикл достаточно сложный процесс, состоящий из нескольких последовательных этапов: 
- формулирование проблемы и способов её решения,
- анализ внешней среды,
- составление проекта программы,
- внедрение (принятие мер программы),
- получение результатов,
- сопоставление цель-результат.

Мониторинг программы на всех этапах цикла – важное условие успеха программы, представляющий собой своего рода сопровождающее оценивание (on-going evaluation). Основное предназначение мониторинга – давать информацию для принятия адекватных управленческих решений в ходе программы. Но для ответа на вопрос «Почему произошло так или иначе?» или «Что теперь?» недостаточно повседневно отслеживать ситуацию – в данном случае целесообразно агрегировать информацию и более глубоко проанализировать данные. Для получения вывода о результативности и эффективности социальной программы необходимо оценить её воздействие по разным критериям-индикаторам: в качестве индикаторов часто используются такие показатели, как снижение заболеваемости, повышение образовательного уровня, снижение численности и состава групп риска, расширение сферы деятельности лиц с ограниченными возможностями, повышение качества природной среды и другие (различают индикаторы процесса, результатов, влияния). В целом, разработка индикаторов для социальных программ требует ясного понимания целей программы и глубокого знания проблемы. Например, в качестве индикаторов оценки программы снижения бедности в Танзании использовались: соотношение мальчиков и девочек в начальной школе, грамотность населения в возрасте до 15 лет, доля населения, имеющая доступ к питьевой воде и др. 

Перед тем как проводить оценку программы должен быть определен ряд вопросов (evaluation questions), на которые планируется получить ответ: 
1. каковы фактические результаты?
2. основные достижения программы?
3. есть ли перспективы продолжения работы по данному направлению?

Таким образом, обеспечивается информативность и высокая степень значимости результатов оценивания (их востребованность в будущем). 

Как правило, государственные программы имеют комплексный характер проблем, что служит основанием для сложной структуры как самой программы, так и системы оценки. Например, в проблеме бедности можно выделить три компонента: экономический, социальный и экологический. Таким образом, индикаторы результативности также должны быть структурированы по трем направлениям.

Долгосрочность социальных программ (5-7 лет) приводит к необходимости предусматривать определенную гибкость и, например, пересматривать некоторые индикаторы или способы сбора информации в соответствии с изменяющейся ситуацией.

## Социальная политика Российской Федерации
В Российской Федерации уже несколько лет осуществляется последовательная реформа социальной сферы, нацеленная на улучшение качества социальных услуг населению и более эффективное использование бюджетных средств через реформирование всего социального блока. Оценка государственных социальных программ является одним из инструментов повышения эффективности социальной политики и улучшения качества социальных услуг.

Государственная социальная политика включает в себя ряд программ по развитию социальной инфраструктуры:
- Программа "Жилище" на 2002-2010 годы
- Программа "Экономическое и социальное развитие коренных малочисленных народов Севера до 2008 года"
- Программа "Социальное развитие села до 2012 года"
- Программа "Культура России (2006-2010 годы)"
- Программа "Социальная поддержка инвалидов на 2006-2010 годы"
- Программа "Предупреждение и борьба с социально значимыми заболеваниями на 2007-2011 годы"
- Программа "Социально-экономическое и этнокультурное развитие российских немцев на 2008-2012 годы"

Механизмы оценки большинства из них находятся только на стадии разработки, либо являются не способны объективно оценивать программу по всем необходимым параметрам. Проблема, с которой сталкивается большинство разработчиков программ, - качественная несодержательность количественных характеристик, индикаторов, показателей эффективности.
Так, например, программа «Культура России» на период 2006 -2010 годы ставит своей целью:
- сохранение культурного наследия России,
- формирование единого культурного пространства, создание условий для обеспечения выравнивания доступа к культурным ценностям и информационным ресурсам различных групп граждан,
- создание условий для сохранения и развития культурного потенциала нации, интеграции в мировой культурный процесс,
- обеспечение адаптации сферы культуры к рыночным условиям
- обеспечение условий для художественного творчества и инновационной деятельности и т.д.

Программа направлена на решение важного блока задач. Изучение такого влияния и разработка методики, оценивающей экономическую эффективность Программы, которая состоит из:
1. оценку экономической эффективности наиболее значимых мероприятий
2. оценку стоимости объектов культурного наследия (памятников истории и культуры) народов Российской Федерации
3. оценку эффективности использования музейных, библиотечных и архивных фондов

Основу финансирования данной Программы составляют средства федерального бюджета (85 процентов общего объема финансирования). Для обеспечения контроля и анализа хода реализации Программы были сформированы показатели эффективности выполнения мероприятий Программы, в дальнейшем в процессе ежеквартально отчитывается о ходе выполнения Программы по согласованным показателям перед Министерством экономического развития и торговли Российской Федерации проводится контроль программы по соответствующим показателям:
1. Доля национальных процентов фильмов в общем объеме проката
2. Доля объектов процентов культурного наследия, находящихся в удовлетворительном состоянии, в общем количестве объектов культурного наследия федерального значения
3. Доля процентов представленных (во всех формах) зрителю музейных предметов в общем количестве музейных предметов основного фонда
4. Средняя экземпляров книгообеспеченность (количество изданий в библиотеках/количество читателей
5. Увеличение процентов количества посещений музеев по сравнению с предыдущим годом
6. Доля процентов отреставрированных уникальных и особо ценных архивных документов в общем объеме подлежащих реставрации документов этой категории
7. Увеличение процентов количества посещений спектаклей, концертов, представлений, в том числе гастрольных и фестивальных (в пересчете на 1000 человек),по сравнению с предыдущим годом.
8. Доля новых процентов произведений профессионального искусства в общем репертуаре организаций исполнительских искусств
9. Увеличение процентов количества участников культурно досуговых мероприятий по сравнению с предыдущим годом
10. Увеличение экземпляров количества книг и брошюр образовательного, научного и культурного назначения (в пересчете на 1000 человек)

В феврале 2019 года Правительство РФ выделило средства на создание системы долговременного ухода за пожилыми людьми и инвалидами. На реализацию пилотного проекта по созданию системы долговременного ухода средства в размере 295 млн рублей получат 11 субъектов РФ.

## Технологии оценивания социальных программ
На настоящий момент сформирована своего рода модель (шаблон) процесса оценивания социальных программ/политик; оценка социальных проектов как социальная технология. Данные технологии включают в себя особые требования к экспертам-оценщикам, также выделяют определенные характеристики данной социальной технологии, при этом применяется этапный подход, разделяющий работу эксперта на три части.
 
Требования к экспертам:
- Способность к анализу
- Способность к недирективному поведению
- Способность к подготовке отчетности
- Устойчивость к манипулированию

Особенности технологии:
- Совмещение элементов мониторинга, оценки и аудита
- Возможность обработки результатов работы экспертов программными способами

Три этапа в работе эксперта:
1. подготовительный этап (ознакомление с утверждённой проектной заявкой, планом программы, подготовка вопросов, вызванных со спецификой проекта, определение сроков проведения оценки, выбор форм и методов, установление контактов с исполнителями проекта, ознакомление с отчетностью по проекту, техническая подготовка материалов);
2. проведение собственно оценки;
3. подготовка экспертного отчета (оценочного заключения)

## Проблемы в оценке социальных программ
1. Оценивать социальных программу можно при наличии заранее разработанных индикаторов и общих стандартов (например, минимальные стандарты социальных услуг). К сожалению, пока такие стандарты не разработаны детально и в полной мере, в том числе и в России.
2. Жесткая регламентация деятельности, принцип распределения государственных средств по статьям экономической классификации сводит контроль над исполнением бюджета к контролю над целевым (по видам расходов) использованием бюджетных средств и делает их расходование a priori не эффективным. Таким образом, существующим бюджетным законодательством проверка эффективности и результативности государственных и муниципальных расходов не входит в обязанность ни финансовых органов, ни главного распорядителя бюджетных средств.
3. Данные оценки могут не использоваться при принятии решений, если: - меняется политика или стратегия пользователя; вопросы оценки перестают представлять интерес; отсутствие или потеря четкого целеполагания у пользователя; данные не находят своего места; отношение к мониторингу и оценке как к "образцово-показательному смотру"; реальное отсутствие потребности в улучшениях.
4. Данные оценки могут использоваться неверно, потому что игнорирование других факторов, находящихся за пределами вопросов мониторинга или оценки, может привести к нерезультативной и неэффективной реализации программы.

## Программа Progresa «Образование, Здоровье и Питание»
Страна: Мексика
Внешняя оценка воздействия: International Food Policy Research Institute Международный Научно-исследовательский институт Питания - оценка прямых воздействий (образование, здоровье и питание), потенциальное влияние индикаторов (детскую и взрослую занятость, стиль потребления, женский статус и трансферты, обеспечение посещаемости детьми образовательных учреждений и регулярных медицинских обследований и факт, что пособия выдаются непосредственно женщине, как главе домашнего хозяйства).
Цель: борьба с бедностью путём вложения денежных трансфертов в развитие человеческого капитала, увеличение семейных инвестиции в человеческий капитал, в понятие которого включаются образование, здоровье и питание.
Дата начала реализации: 1997 год
Финансирование: 46.5 процентов ежегодного федерального государственного бюджета, который правительство выделяет на борьбу с бедностью
Адресаты: бедные домашние хозяйства, проживающие в маргинальных сельских сообществах, с 2001 года и городские сообщества
Новшество программы Progresa: факт, что она объединяет три различных компонента, то есть, образование, здоровье, и питание в одной программе. Под компонентом образования Progresa в настоящее время обеспечивает денежные образовательные гранты для каждого ребенка моложе двадцати двух лет, записанного в школе между третьим классом начальной школы и третьим классом старшей школы, здоровье, обеспечивает основы контроля за здоровьем для всех членов семьи, с особым акцентом на профилактически меры. Эти услуги обеспечиваются государственными учреждениями здравоохранения в Мексике. Третий компонент, питание, включает фиксированную денежную выплату ежемесячно для улучшенного потребления пищи.
Получение выгод зависит от выполнения определенных обязательств получающей семьи.

Как происходит отбор участников программы: Бедность домохозяйства определяется не только по уровню дохода, но и на основе других характеристик, таких как уровень комфортности жилья, отношения зависимости, наличие товаров длительного потребления, животных, недвижимости и наличие инвалидов среди членов домохозяйства.

Размер трансферта: Начальная школа: в зависимости от класса,US$8–17 на ребёнка в месяц для приобретения учебных материалов. Средняя школа: в зависимости от класса и пола US$25–32 на ученика в месяц для приобретения учебных материалов. Здравоохранение и питание - Mex$125 (US$13) на домохозяйство в месяц. 

Почему бедные семьи не вкладывают "достаточно" в человеческий капитал: ответ Progresa - эти семьи могут знать о выгодах инвестиций в человеческий капитал, но не могут позволить себе вкладывать капитал так много как бы они хотели.

Последствия программы: Результаты Progresa имела определенное влияние на государственную политику в Мексике. Правительство Мексики всецело поддерживало внедрение программы и её расширение на городские территории.Целью программы было повышение уровня образования, улучшение состояние здоровья и питания бедных семей, особенно – детей и их матерей. Оценка
результатов программы PROGRESA в Мексике свидетельствует о существенном увеличении показателей питания и доли лиц, прошедших
иммунизацию (также есть данные о значительном положительном воздействии на рост детей и снижении вероятности отставания в росте для детей в возрасте 12-36 месяцев). Множество латиноамериканских стран, такие как Колумбия, Ямайка, Гондурас, и Аргентина, не только осуществили Progresa-подобные программы; они также осуществили модель внешней оценки, во многих случаях с финансированием учреждениями, такими как Всемирный банк и Американский Внутренний банк.
В марте 2002 г. программа PROGRESA была переименована в Oportunidades; при этом спектр её целей стал шире. Новые цели предусматривали создание для бедных домохозяйств возможностей заработка, обеспечивая им льготный доступ к микрокредиту, улучшении жилищных условий и образование для взрослых.